# Албания на зимних Олимпийских играх 2006
Албания принимала участие в Зимних Олимпийских играх 2006 года в Турине (Италия) в первый раз, но не завоевала ни одной медали. Страну представлял один горнолыжник.

## Горнолыжный спорт
Спортсменов - 1
Мужчины
| Спортсмен | Вид               | 1 спуск        | 2 спуск   | Всего   | Отставание | Место |
| --------- | ----------------- | -------------- | --------- | ------- | ---------- | ----- |
| Эрён Тола | Слалом            | Не финишировал | Не прошёл | -       | -          | -     |
| Эрён Тола | Гигантский слалом | 1.30,87        | 1.32,02   | 3.02,89 | +27,89     | 35    |
| Эрён Тола | Супергигант       |                |           | 1.44,27 | +13,62     | 56    |